# AN-M79
AN-M79 – amerykańska bomba chemiczna wagomiaru 1000 funtów z okresu II wojny światowej. Na uzbrojeniu lotnictwa US Navy i USAAC.
AN-M79 miała pomalowany na szaro korpus wypełniony BŚT. Wzdłuż osi korpusu przebiegał kanał mieszczący niewielki ładunek wybuchowy, który rozrywał korpus bomby po upadku. Bomba była wyposażona w zapalnik głowicowy i tylny. Jako BST zastosowano cyjanowodór (amerykańskie oznaczenie wojskowe AC).